# 세종특별자치시의 기념물
세종특별자치시의 기념물은 세종특별자치시에서 지정한 문화재이다.

## 지정 목록
| 번호 | 사진 | 명칭                                        | 소재지                          | 관리자 (단체)            | 지정일                | 참조 |
| 1호  |      | 운주산성 (雲住山城)                         | 세종특별자치시 전동면           | 세종특별자치시           | 2012년 12월 31일 지정 |      |
| 2호  |      | 김종서 장군 묘 (金宗瑞 將軍 墓)             | 세종특별자치시 장군면           | 순천김씨종중             | 2012년 12월 31일 지정 |      |
| 3호  | .    | 금남 백로 서식지 (錦南 白鷺 捿息地)         | 세종특별자치시 금남면           | 평산신씨병사공사경파종중 | 2012년 12월 31일 지정 |      |
| 4호  | .    | 이성 (李城)                                 | 세종특별자치시 전동면           | 세종특별자치시           | 2012년 12월 31일 지정 |      |
| 5호  | .    | 금이성 (金伊城)                             | 세종특별자치시 전동면           | 세종특별자치시           | 2012년 12월 31일 지정 |      |
| 6호  |      | 연기향교 (燕岐鄕校)                         | 세종특별자치시 연기면           | 연기향교                 | 2012년 12월 31일 지정 |      |
| 7호  |      | 전의향교 (全義鄕校)                         | 세종특별자치시 전의면           | 전의향교                 | 2012년 12월 31일 지정 |      |
| 8호  | .    | 연기 세종리 은행나무 (燕岐 世宗里 은행나무) | 세종특별자치시 세종동           | 부안임씨전서공파종중     | 2012년 12월 31일 지정 |      |
| 9호  | .    | 부강 남성골산성 (芙江 南城谷山城)           | 세종특별자치시 부강면           | 세종특별자치시           | 2012년 12월 31일 지정 |      |
| 10호 | .    | 전동 박안생 묘 (全東 朴安生 墓)             | 세종특별자치시 전동면           | 순천박씨이조판서공파종중 | 2012년 12월 31일 지정 |      |
| 11호 | .    | 연기 척화비 (燕岐 斥和碑)                   | 세종특별자치시 연기면 연기리 34 | 연기향교                 | 2016년 2월 11일 지정  |      |

## 참고 자료
- 세종특별자치시 공고/고시